# MM!
MM! (えむえむっ! Emu Emu!) (えむえむっ! Emu Emu!) là một loạt tiểu thuyết bởi Akinari Matsuno, với hình minh họa được cung cấp bởi nhóm QP:flapper bao gồm Tometa Ohara và Koharu Sakura. Media Factory đã phát hành 12 tập tiểu thuyết được xuất bản dưới tên MF Bunko J giữa tháng 2 - 2007 và tháng 9 - 2010, bao gồm cả hai tập ngoại truyện. Tác phẩm bị bỏ dở do tác giả qua đời vào 18 tháng 4 - 2011. Truyện tranh chuyển thể bởi Issei Hyoju được đăng giữa tháng 9 - 2008 tới tháng 2 - 2012 chịu trách nhiệm bởi Monthly Comic Alive của Media Factory. Một đĩa CD drama chuyển thể được phát hành bởi Edge Records vào 24 Tháng 3 - 2010 và ấn bản giới hạn đầu tiên đi kèm với đĩa CD khuyến mãi. 12 tập anime chuyển thể được sản xuất bởi Xebec và phát sóng giữa tháng 10 đến tháng 12 - 2010. Sentai Filmworks phát hành series DVD phụ đề tiếng Anh ở Bắc Mỹ vào tháng 9 - 2011, và sau đó tái phát hành trong tháng 2 - 2014 với bản lồng tiếng Anh trên cả đĩa DVD và Blu-ray.

## Kịch bản
Sado Taro là một tên khổ dâm và cùng học chung với ông bạn Hayama Tatsukichi đến phổ thông. Mối tình đầu Taro yêu một cô gái, nhờ vậy Taro muốn chữa bệnh khổ dâm để anh ta có thể thổ lộ tình cảm cho cô ấy, Không nhận thức được lúc đó cô gái ấy thực ra chính là ông bạn Tatsukichi giả gái, vì vậy Taro tới câu lạc bộ "tình nguyện dự bị" để nhận được sự giúp đỡ. Anh gặp Isurugi Mio - một người tự xưng là đức chúa trời và Yuno Arashiko - cô gái đầu tiên làm anh ta trở thành tên khổ dâm (Yuno bị ám ảnh sợ hãi đàn ông). Cố vấn câu lạc bộ là y tá trường, cô Onigawara Michiru. Các nhân vật khác bao gồm Mamiya Yumi (bạn thân Arashiko), chủ tịch Hiragi Noa của câu lạc bộ sáng chế và trợ lí lolicon Yukinojō Himura.